# Morane-Saulnier H

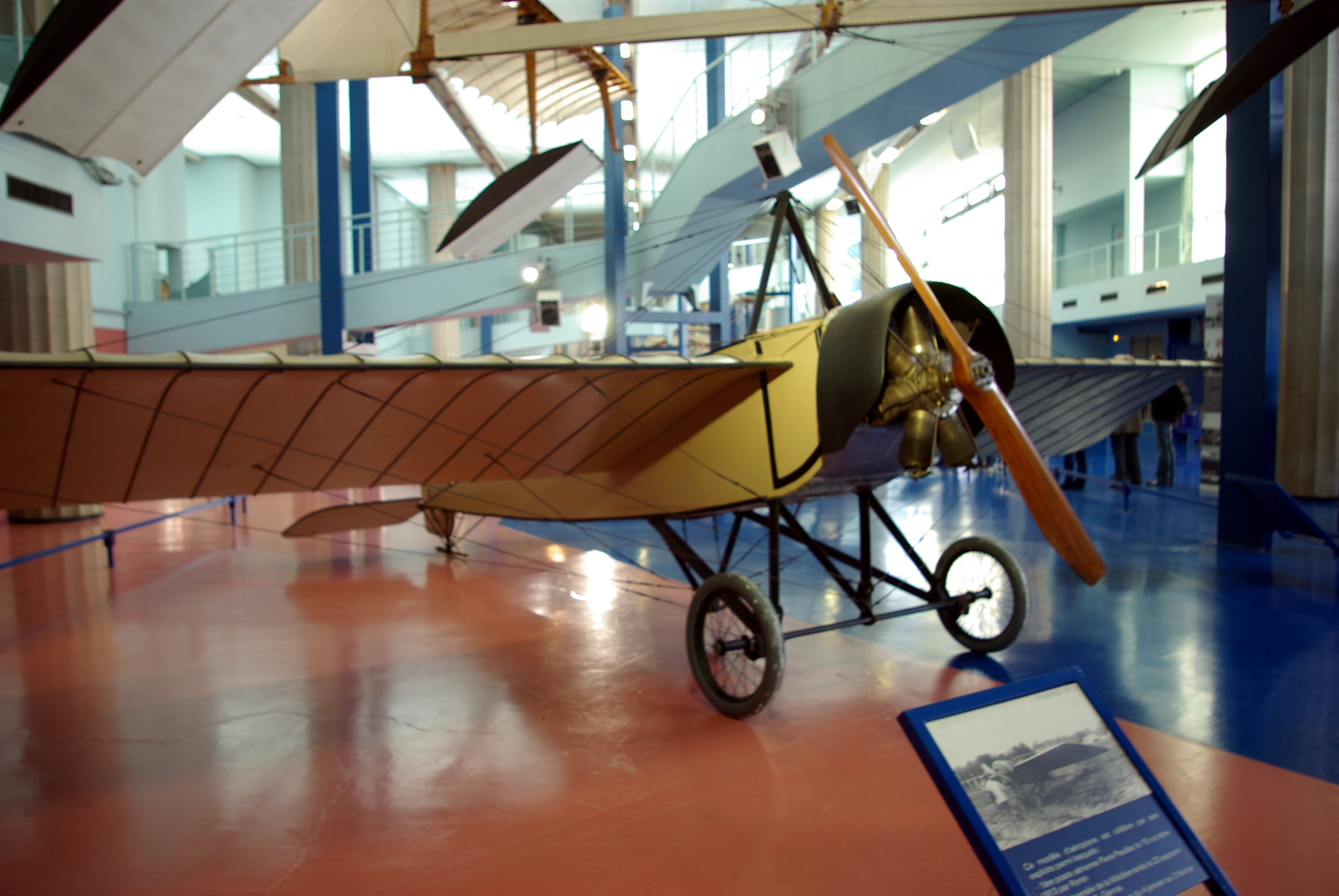
Um Morane-Saulnier H em exibição no Musée de l'Air et de l'Espace em Le Bourget.

O Morane-Saulnier H foi um avião esportivo monoplano, monomotor em configuração de tração produzido na França nos anos imediatamente anteriores à Primeira Guerra Mundial, um monoposto derivado do bem sucedido Morane-Saulnier G com envergadura um pouco menor Como o Tipo G, ele foi um avião esportivo e de corridas de sucesso.

## Histórico
Durante o segundo encontro aéreo internacional, ocorrido em Wiener Neustadt em Junho de 1913, Roland Garros ganhou o prêmio de pouso de precisão com um Tipo H. Mais tarde, no mesmo ano, Um Morane-Saulnier H foi usado para completar o primeiro voo sem escalas cruzando o Mediterrâneo, de Fréjus no Sul da França para Bizerte na Tunísia.
O Exército Francês encomendou um lote de 26 aviões, e o Royal Flying Corps também o adquiriu em pequena quantidade, essas últimas compradas de Grahame-White, que estava fabricando o modelo no Reino Unido sob licença. Os aviões franceses participaram de maneira bastante limitada nos primeiros estágios da Guerra, com alguns pilotos entrando em combates aéreos usando revólveres e carabinas.
Esse modelo também foi produzido sob licença na Alemanha pela Pfalz Flugzeugwerke, que o construiu sob as designações: E.I, E.II, E.IV, E.V, e E.VI, com motores de potências crescentes. Estes eram armados com uma única metralhadora LMG08/15 de 7,92 mm sincronizada.
Uma outra versão fabricada na Alemanha pela Fokker, era um pouco maior e tinha a fuselagem feita com aço tubular, um trem de pouso redesenhado, um pouco mais largo e integrado ao suporte das asas e um leme em formato de "vírgula". Entrou em produção como o Fokker M.5. Em 1915, esse avião foi equipado com uma metralhadora sincronizada, formando a base para a linha de caças Fokker Eindecker.

## Sobreviventes
Um exemplar do Tipo H está preservado no Musée de l'Air et de l'Espace em Le Bourget.

## Variantes

### Versões Morane-Saulnier
- MoS.2 G  (biposto)
- MoS.3 L  (configuração parasol)
- MoS.13 M  (monoposto armado)

### Versões Pfalz
- E.I - com o motor Oberursel U.0 giratório (45 construídos)[8]
- E.II - com o motor Oberursel U.I giratório (130 construídos)[9]
- E.IV - com o motor Oberursel U.III giratório (46 construídos)[10]
- E.V - com o motor Mercedes D.I refrigerado à água (20 construídos)[11]
- E.VI - com o motor Oberursel U.I, fuselagem e cauda maiores (20 construídos como treinadores)[12][13]

### Versão Fokker
- Fokker M.5 - base dos caças Fokker Eindecker.

## Usuários
- França
- Áustria-Hungria
- Bélgica
- Dinamarca
- Império Alemão
- Portugal
- Reino Unido
- Império Russo
- 🇧🇷 Brasil

## Especificação

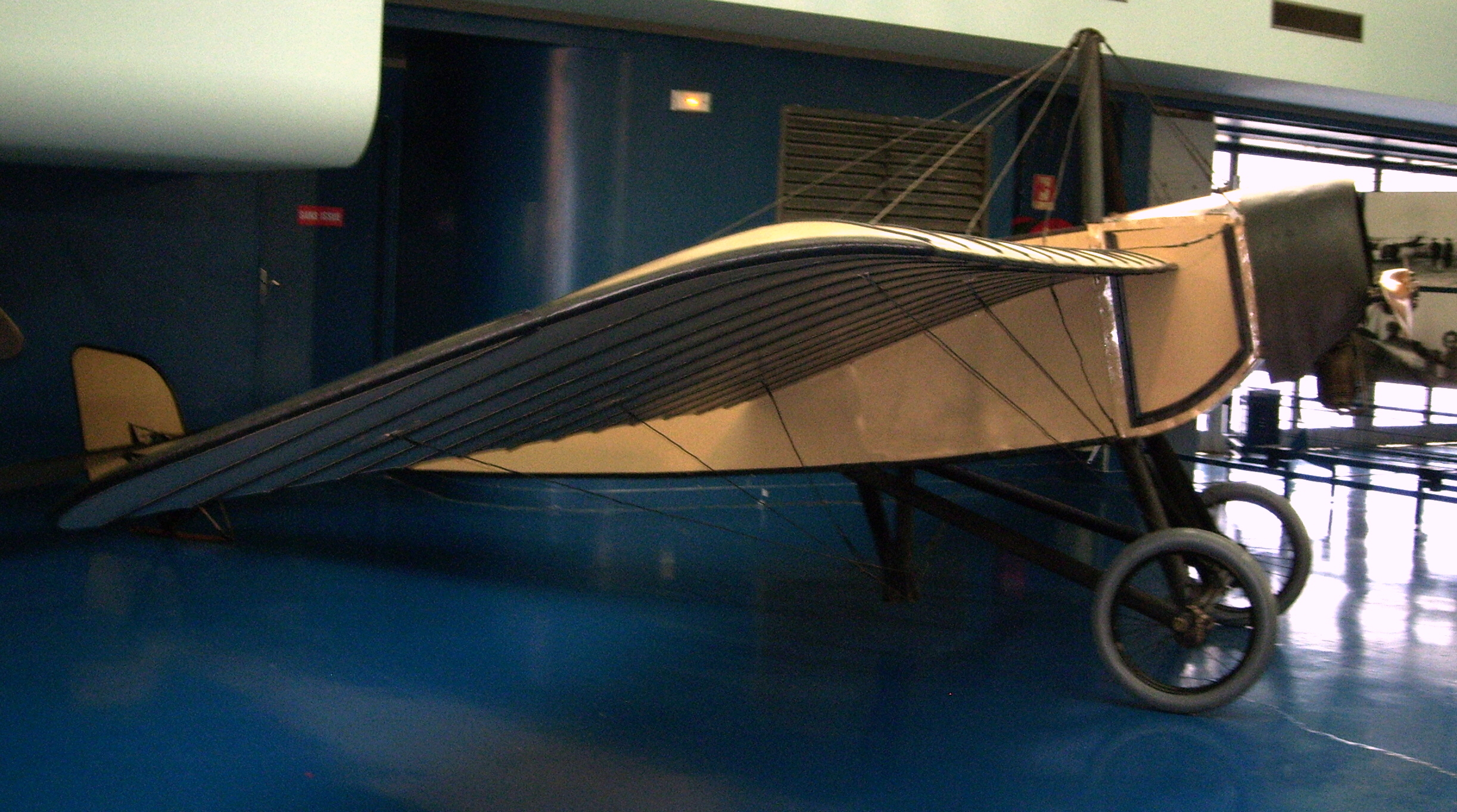
Vista lateral de um Morane-Saulnier H.

Estas são as características do Morane-Saulnier H
- Características gerais:
  - Tripulação: um
  - Comprimento: 5,48 m
  - Envergadura: 9,12 m
  - Altura: 2,26 m
  - Peso vazio: 188 kg
  - Peso máximo na decolagem: 444 kg
  - Motor: 1 x Le Rhône 9C, de 80 hp.

- Performance:
  - Velocidade máxima: 120 km/h
  - Alcance: 177 km
  - Teto de Serviço: 1.000 m